# 吳春歷
吳春歷（發音：[ŋo˧˧ swən˧˧ lïk̟̚˧˨ʔ]；1954年4月20日—），越南人民軍將領、越南共产党籍政治人物，曾任越共中央政治局委員，中央軍事委員會副書記、國防部部長。

## 生平
吳春歷在1954年4月20日出生於越南河南省維先縣安北乡。京族。
1972年1月入伍，第308师第14营战士。
1973年8月4日加入越南劳动党，在第4军区第341师第55团第14营历任副班长、班长、排长。1975年4月，参加胡志明战役，战后晋升中尉军衔，任连副指导员、连指导员。1978年11月任第4军区第341师政治处副营职干事，参加入侵柬埔寨战争。1979年晋升上尉。1981年4月在第4军区文化学校、军政中学学习。1982年9月在越南人民军军事政治学院学习。1983年晋升大尉。1985年8月毕业，任第1军区第26军团第346师第667团政治处副主任、第779团政治副团长兼任越共高平省军事委员会委员。1987年8月晋升少校，任第1军区第392师第462团政治副团长，代理党委书记。
1988年2月调任越南人民军总政治局组织局助理，后在越南国防学院学习；1991年晋升中校。1994年9月任总政治局组织局政治工作处副处长、组织局副局长，1995年晋升上校，1999年晋升大校军衔。其中1995年-1996年在越南人民军军事政治学院完成学士学历。2000年11月任总政治局政策局局长。
2003年5月任第3军区政治部主任；2003年晋升少将。2004年12月任第3军区政治副司令员。2006年4月升任第3军区政治委员。2006年4月越南共产党第十届全国代表大会当选为越南共產黨中央委員會委员。2007年晋升中将。2007年12月31日任人民军总政治局副主任。2011年1月越共第十一次全国代表大会当选为中央委员会委员、中央书记处书记。2011年2月越共十一届一中全会当选为越共中央军事委员会常务委员会委员。2011年3月1日任人民军总政治局主任；晋升上将军衔。。2011年5月当选越南社会主义共和国第十三届国会代表。2015年晋升大将军衔。 
2016年1月，越共十二届一中全会当选越共中央政治局委员，排名第4；2016年4月9日，越南國會批准總理阮春福任命其為國防部部長。
2016年4月29日，任越南共產黨中央軍事委員會副書記。2021年换届不再担任政治局委员、越共中央军委副书记，退休。

## 軍階
| 授階年分 | 2003年 | 2007年 | 2011年 | 2015年 |
| -------- | ------ | ------ | ------ | ------ |
| 階級章   |        |        |        |        |
| 階級     | 少將   | 中將   | 上將   | 大將   |

## 荣誉

### 外国勋章奖章
- 友好合作大十字勋章（柬埔寨，2019年12月颁发[8]）
- 一等自由勋章（老挝，2019年12月颁发[8]）
- 友谊勋章（俄罗斯，2021年3月29日批准[9]）

## 外部連結
- Ngô Xuân Lịch（页面存档备份，存于） Thông tin đại biểu Quốc hội các khóa - Khóa XIII